# Emerson (Nebraska)
Emerson es una villa ubicada en el condado de Dixon en el estado estadounidense de Nebraska. En el Censo de 2010 tenía una población de 840 habitantes y una densidad poblacional de 685,68 personas por km².

## Geografía
Emerson se encuentra ubicada en las coordenadas 42°16′42″N 96°43′35″O / 42.27833, -96.72639. Según la Oficina del Censo de los Estados Unidos, Emerson tiene una superficie total de 1.23 km², de la cual 1.23 km² corresponden a tierra firme y (0%) 0 km² es agua.

## Demografía
Según el censo de 2010, había 840 personas residiendo en Emerson. La densidad de población era de 685,68 hab./km². De los 840 habitantes, Emerson estaba compuesto por el 95.95% blancos, el 0.12% eran afroamericanos, el 1.79% eran amerindios, el 0.12% eran asiáticos, el 0.36% eran isleños del Pacífico, el 0.48% eran de otras razas y el 1.19% pertenecían a dos o más razas. Del total de la población el 5.6% eran hispanos o latinos de cualquier raza.